# Ichijō
Cesarz Ichijō (jap. 一条天皇 Ichijō tennō; ur. 15 lipca 980, zm. 25 lipca 1011) – 66. cesarz Japonii, według tradycyjnego porządku dziedziczenia.
Ichijō panował w latach 986-1011.
Mauzoleum cesarza Ichijō znajduje się w Kioto. Nazywa się En’yū-ji no kita no misasagi.